# Laura Nunnink
Laura Maria Nunnink (Eindhoven, 26 de enero de 1995) es una jugadora neerlandesa de hockey sobre césped.

## Trayectoria
Nunnink participó por primera vez en los Juegos Olimpicos en Tokio 2020, donde obtuvo la medalla de oro. En las olimpiadas de París 2024 obtuvo el oro al derrotar a China en la final.